# Park Mall Sétif
Le Park Mall Sétif est un centre commercial situé à Sétif en Algérie. Inauguré en 2016, le Park Mall avec une surface de 143 000 m2 est le plus grand centre commercial d'Algérie.
Il est également l'un des plus grands centres commerciaux d'Afrique.

## Historique
Le Park Mall Sétif est construit par le groupe turque Kayi International pour le compte de la société Prombati.
Le 4 février 2016, le Park Mall est inauguré par le ministre de l'Aménagement du territoire, du tourisme et de l'artisanat, Amar Ghoul.
Le 19 février 2016, l'hypermarché Uno le plus grand d'Algérie est inauguré par le wali de Sétif, Mohamed Bouderbali, et le directeur du pôle grande distribution du groupe Cevital, Salim Rebrab.

## Caractéristiques
Park Mall avec une superficie de 14 hectares et 41 250 m2 utiles. Le premier étage abrite un hypermarché Uno du groupe Cevital. Le deuxième étage abrite des enseignes, des magasins franchisés. Le troisième étage, dans sa partie longeant l'avenue de l'ALN est destiné aux loisirs avec pas moins de 7 000 m2 de jeux et d'activités ludiques pour enfants et adultes, salle de bowling de 138 m2 avec 10 pistes, 6 kiosques, 2 cafétérias, une patinoire de 400 m2 avec des gradins, un espace cinéma 7 D. Le quatrième étage avec une superficie de  7 000 m2 abrite 13 restaurants, qui auront des vues sur la ville, Vivarea Food et Food Court.
La deuxième tour de 17 étages abrite un grand hôtel 4 étoiles de 192 chambres de la chaîne internationale Sheraton. La tour de 18 étages abrite des bureaux et services, les 5 derniers étages de cette dernière abritent une vingtaine d'appartements haut standing de près de 200 m2 chacun. Les 8 autres étages abritent pas moins de 28 bureaux d'affaires et services. L'espace jouxtant l'hôtel abrite une salle de conférences de 1 822 m2. Le reste du complexe abrite une salle de réunion, une autre de fitness et une piscine.
Le sous-sol du complexe abrite un parking de 5 niveaux, d'une capacité globale de 1400 véhicules.

## Accès
Le centre commercial est desservi par le Tramway de Sétif à la station Mostefa Ben Boulaid.